# إدوارد دوجمور

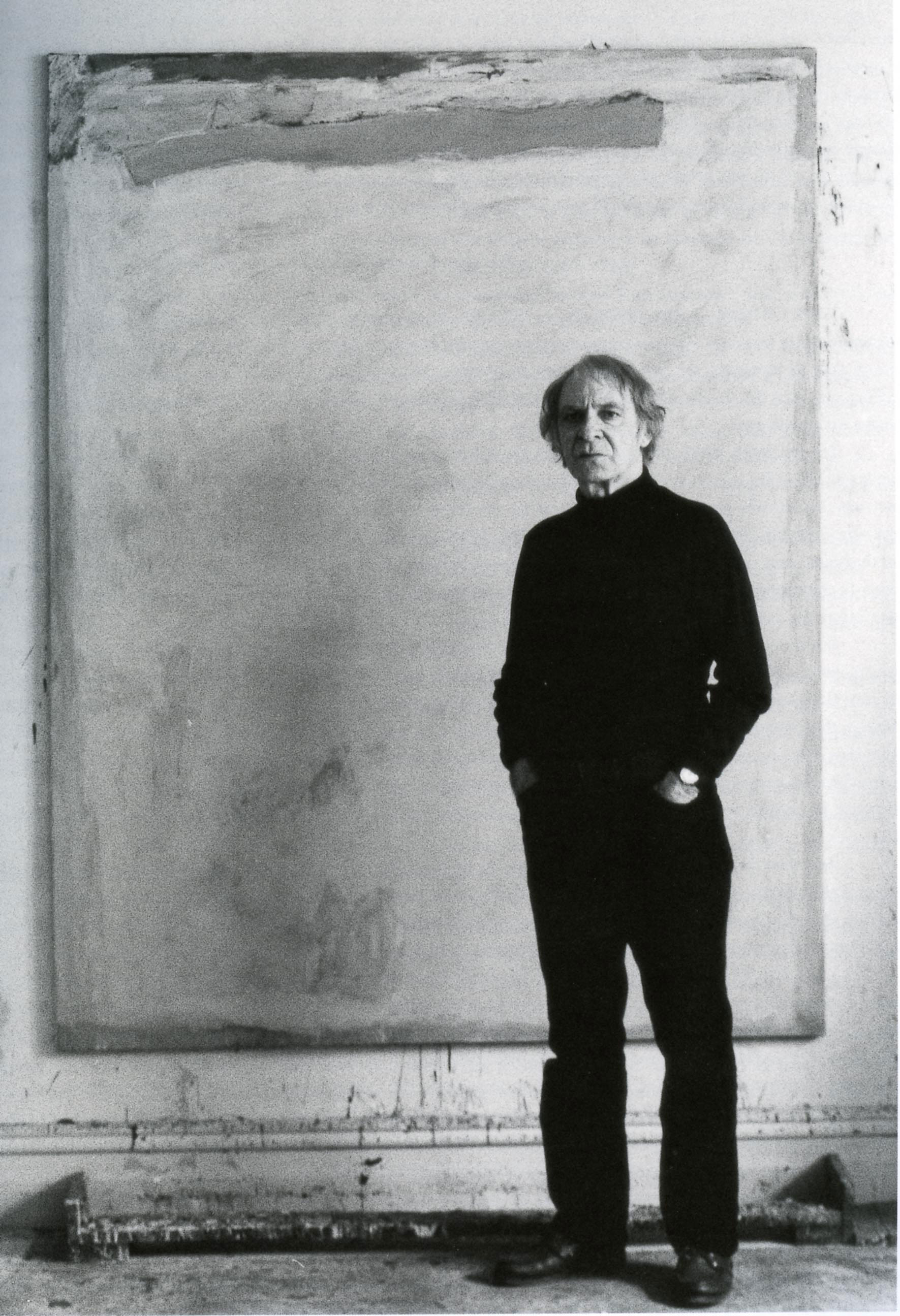
إدوارد دوجمور في الاستوديو الخاص به، مدينة نيويورك، ج. 1983

إدوارد دوجمور (20 فبراير 1915 - 13 يونيو 1996). كان رسامًا تعبيريًا تجريديًا، تمتع بعلاقات وثيقة مع عالم الفن في سان فرانسيسكو ونيويورك في فترة ما بعد الحرب التي أعقبت الحرب العالمية الثانية منذ عام 1950 كان لديه أكثر من عشرين معرضًا فرديًا للوحاته في صالات العرض في جميع أنحاء الولايات المتحدة، وقد شوهدت لوحاته في مئات المعارض الجماعية على مر السنين.

## روابط خارجية
- معرض ماني سيلفرمان
- أرشيفات الفن الأمريكي، مقابلة عن التاريخ الشفهي مع إدوارد دوجمور، 13 مايو - 9 يونيو 1994